# Cisterna di Latina
Cisterna di Latina ist eine italienische Stadt in der Provinz Latina in der Region Latium mit 36.213 Einwohnern (Stand 31. Dezember 2023).

## Geographie
Cisterna di Latina liegt 49 km südöstlich von Rom und 17 km nordwestlich von Latina in den Ausläufern der Albaner Berge am Rande der Pontinischen Ebene. Seine Ortsteile sind Borgo Flora, Le Castella, Doganella di Ninfa, Isola Bella und Olmobello.
Die Nachbarorte sind Aprilia, Artena (RM), Cori, Latina, Norma, Sermoneta und Velletri (RM).

### Verkehr
Cisterna liegt an der Staatsstraße 7 Via Appia, der Haupterschließungsstraße der Pontinischen Ebene. 
Es hat zudem einen Bahnhof an der Bahnstrecke Rom–Formia–Neapel, der sich im Ortszentrum befindet. Der Bahnhof wird auch von der Regionalbahn FR7 Rom–Formia bedient.

## Geschichte
In der Antike lag etwas südöstlich der heutigen Stadt an der Via Appia die Straßenstation Tres Tabernae, die sich zur Stadt entwickelte und zum Bischofssitz wurde. 868 wurde Tres Tabernae von den Sarazenen zerstört und danach aufgegeben. Der Bischofssitz wurde nach Velletri verlegt. Die Tatsache, dass Tres Tabernae nicht wieder aufgebaut wurde, hing sicher auch mit der fortschreitenden Versumpfung der Pontinischen Ebene seit der Spätantike zusammen.
Einwohner von Tres Tabernae gründeten eine neue Siedlung auf einer Anhöhe namens Terra di Cisterna, benannt nach einer Zisterne aus der Zeit von Kaiser Nero. Da die Via Appia jedoch nur noch wenig genutzt wurde, blieb der Ort unbedeutend.
Am 18. September 1159 wurde hier der Kardinalpriester und Kanzler Rolando Bandinelli (?) von seinen Anhängern als Papst Alexander III. bestätigt; am 20. September wurde er dann durch Kardinalbischof Hubald von Ostia in Ninfa geweiht.
Die Trockenlegung der Pontinischen Sümpfe ab 1929 wurde von Cisterna aus koordiniert. Damit begann der Aufschwung des Ortes, der seit 1934 als Cisterna di Littoria zur Provinz Littoria gehörte.
Nach der Landung der Alliierten am 22. Januar 1944 bei Anzio kam es ab dem 29. Januar zur Schlacht um Cisterna, bei der die deutsche Wehrmacht den Vorstoß der Amerikaner abwehren konnte. Cisterna konnte von den Deutschen bis in den April gehalten werden, war danach aber fast komplett zerstört. 1948 kam der Magnum-Fotograf David Seymour für die UNESCO nach Cisterna und dokumentierte vor allem die schwierige Lage der Kinder.
Ab den 1950er Jahren begann der Wiederaufbau mit der Anlegung neuer Wohnviertel. Die Ansiedlung internationaler Firmen wie Goodyear und Unilever führte zu einem rasanten Aufschwung.

## Bevölkerungsentwicklung
| Jahr      | 1881  | 1901  | 1921  | 1936   | 1951   | 1971   | 1991   | 2001   |
| Einwohner | 1.928 | 3.569 | 4.243 | 12.471 | 14.182 | 22.685 | 31.463 | 32.584 |

Quelle: ISTAT

## Politik
Antonello Merolla (PdL) wurde im Juni 2009 zum Bürgermeister gewählt. Sein Mitte-rechts-Bündnis stellt auch mit 19 von 30 Sitzen die Mehrheit im Gemeinderat.
Er löste Mauro Carturan (seit 2004) ab, der 2007 seine Partei, die UDC, verlassen hatte und nicht wieder als Kandidat aufgestellt worden war.

### Partnerstädte
- Fort Smith, Arkansas
- Grombalia, Tunesien
- Punta Umbría, Andalusien

## Sehenswürdigkeiten
- Der Palazzo Caetani wurde 1560 bis 1574 erbaut. Nach schweren Zerstörungen 1944 wurde er rekonstruiert. Unter dem Palast ist die Zisterne aus dem 1. Jahrhundert erhalten, die der Stadt ihren Namen gab.
- Der Palazzo Calabresi aus dem 18. Jahrhundert gehört zu den wenigen Gebäuden, die den Zweiten Weltkrieg unbeschadet überstanden.
- Beim Stadtteil Doganella liegt die mittelalterliche Ruinenstadt Ninfa. Ninfa wurde wegen der Malaria im 16. Jahrhundert verlassen. Ninfa liegt heute in einem wasserreichen, stimmungsvollen Giardino di Ninfa, der vom WWF betreut wird.
- Im November 2009 erwarb die Gemeinde Cisterna einen Teil des Geländes der antiken Stadt Tres Tabernae, um die Ausgrabungen fortzuführen. An der Via Appia soll ein Dokumentationszentrum eingerichtet werden.[3]

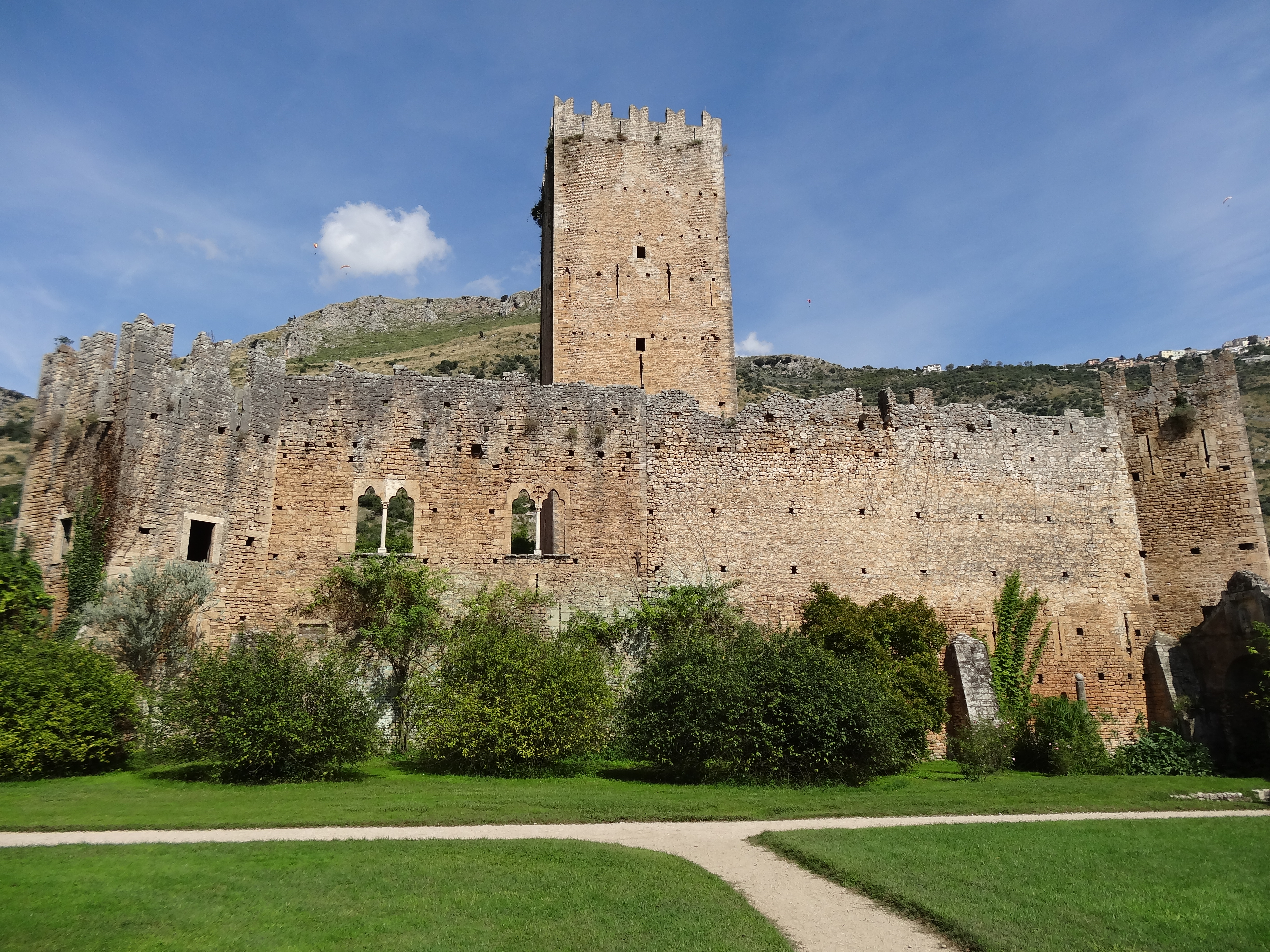
Castello Caetani in Cisterna di Latina (Ninfa)
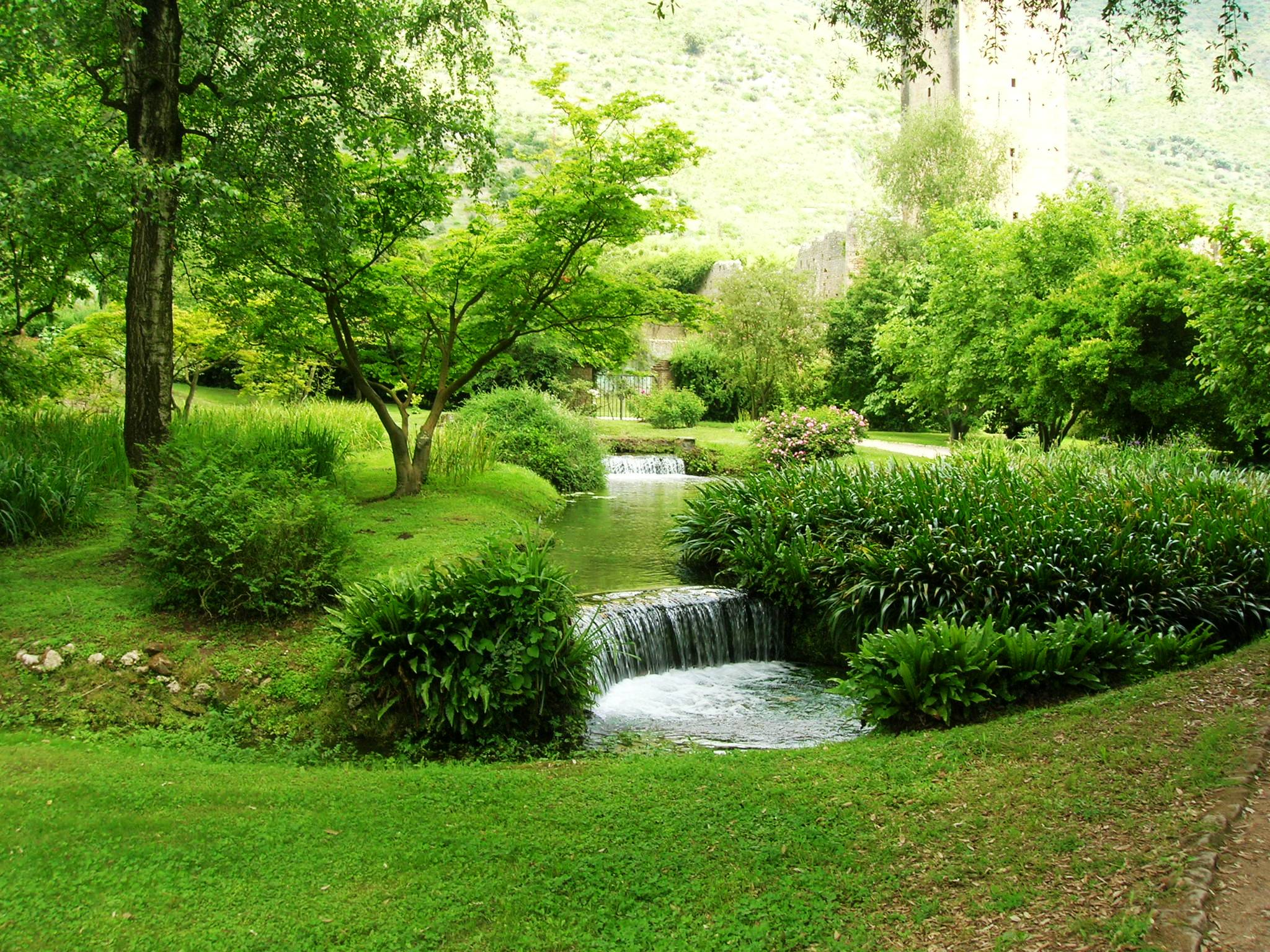
Garten von Ninfa
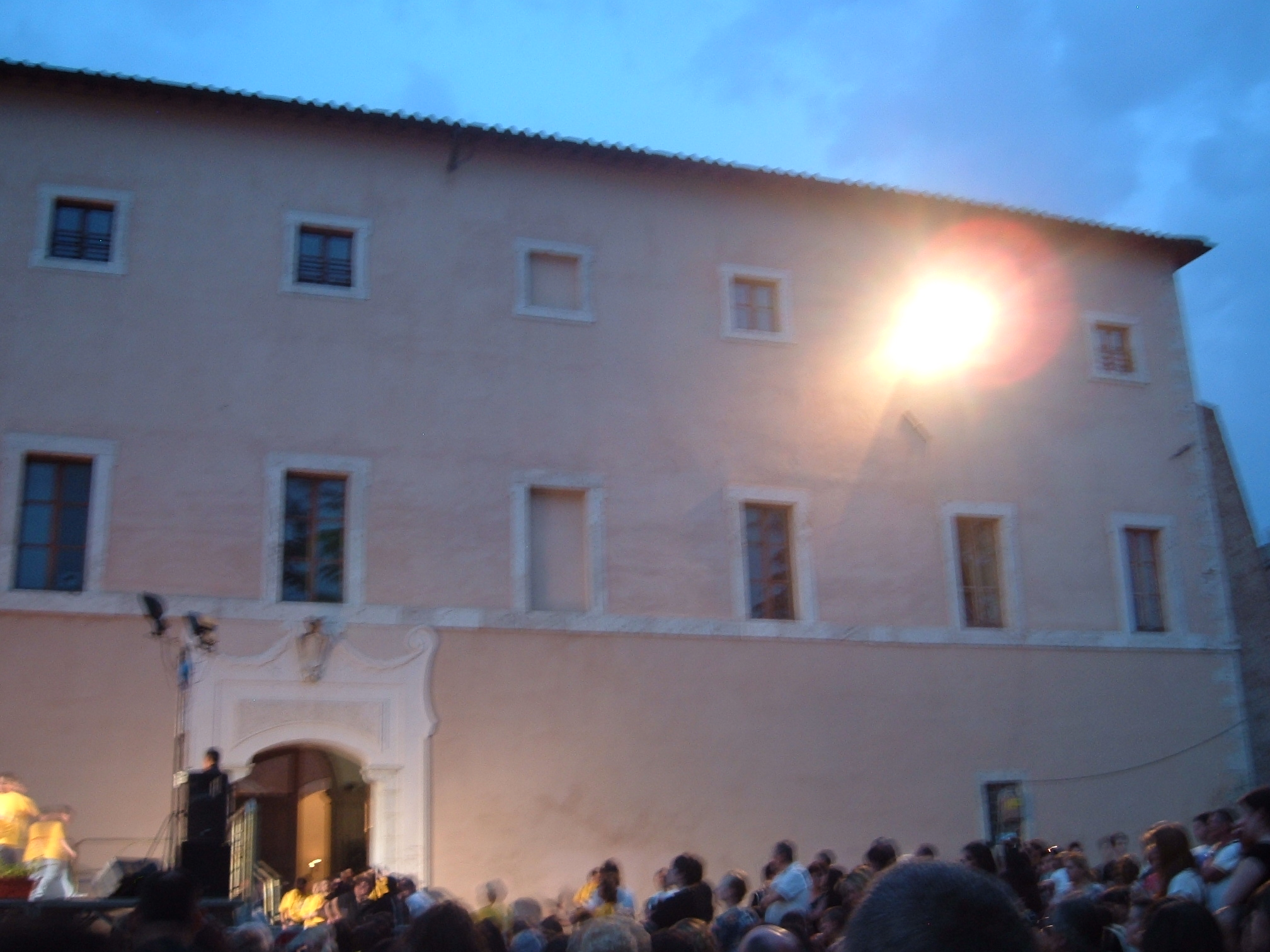
Palazzo Caetani in Cisterna di Latina, erbaut ab 1560

## Regelmäßige Veranstaltungen
Jeweils im Mai und im Oktober findet die Merca dei Butteri statt, eine Art Rodeo der berittenen Viehhirten der Pontinischen Ebene.